# CLAMP
CLAMP是日本漫畫家組合，是個知名和多產品的漫畫家團體。漫畫作品有華麗風格的《聖傳》、《東京巴比倫》、《X》、《魔法騎士雷阿斯》，清新風格的《Wish》、《少女情懷總是詩》、《喜歡，所以喜歡》《CLOVER》、《奇蹟少女KOBATO.》，童真風格的《百變小櫻》、《ANGELIC LAYER 天使領域》，奇幻風格的《迷幻藥局》，可愛風格的《Chobits》，少年風格的《TSUBASA翼》、《×××HOLiC》、《×××HOLiC·戾》、《DRUG&DROP》等。

## 歷史
最初是由一些女性漫画同好者组成的漫画工作室，在1985年开始以CLAMP（源於胡桃鉗）的笔名开始活动。1989年5月正式出道，第一次结成时的人员为七人，人数曾一度多达十一人，但随着部分成员獨立發展及人员精简，組織已经增減為四人，以其构思有深度的劇情及細膩華麗的画风而大受歡迎。
CLAMP率先把組織化、企業化的手法帶入同人志社群中，為同人志界的超級巨星。1989年，首度在新書館漫畫雜誌《WINGS》連載《聖傳》。作品一炮而紅，由同人志作者團體一躍而晉升為職業漫畫家組織。其受歡迎程度在當時新書館有「高河弓建倉庫，CLAMP蓋公司大樓」的說法。但成員仍醉心同人模式的製作，有許多作品都集成了過去的角色。此外，成員都得到大學文憑，在當時整體學歷不高的日本漫畫業界中相當少見。
1993年，與講談社的合作開始。多套連載包括《魔法騎士RAYEARTH》、《庫洛魔法使》等均獲良好評價，不止於作品本身，其衍生產品也有相當好的評價。
由大川七瀨負責劇本，五十岚寒月負責制作進行、設計和原稿方面的總指揮，Mokona Apapa負責分格和作畫，貓井椿則負責監督作畫及最後修正。
一部作品的画材量统一由大川七瀨负责指定。常用的画材是copic麦克笔、非耐水性颜料墨水、透明水彩、白色修正液等。

## 作品特色
1. 引入構思
作品不會出現冗長的故事背景或人物簡介，而是在故事發展間逐步披露。作品一般在開始創作時已構思好結局，所以頭數章通常會含較多謎團，和結局的關係亦很密切。
2. 龐大世界觀
世界觀和意念貫徹整部作品。而多年的作品，都強調角色一定要有希望實現的願望，以及人死一定不能復生兩個大原則。
3. 關聯性
大多作品都存在關聯。CLAMP希望小至一名路人或一間商店都盡可能跟以往作品有關。最明顯例子就是把东京定义为守护诸多结界的中心，多名角色生活在此舞台或四周。另外亦有數項令動漫迷很大驚喜的設定：

- 《東京巴比倫》沒清晰的結局，留到《X》交代。《ANGELIC LAYER 天使領域》與《Chobits》為劇情先後之關係。
- 《怪盜千面人》、《學園特警》、《CLAMP學園偵探團》的故事同樣在CLAMP學團內發生，角色有交錯的關係。另外《X》中神威安置神劍的地方正是CLAMP學團的中心。
- 《魔法騎士》內的創世神摩可拿，出自其中一位成員Mokona之名。在《×××HOLiC》表明祂是創造所有世界的神。而《×××HOLiC》和《TSUBASA翼》中的黑白摩可拿是侑子與《百變小櫻》中的庫洛遇見摩可拿神後創造。
- 《TSUBASA翼》出現了大量以往作品的角色，是CLAMP首次明示其作品的平行世界制度。作品中的侑子表明，相同的人在不同的世界是有相同的根源，但又並非同一人。

## 成員
- 大川七瀨（Ookawa Nanase）。2004年－2008年8月筆名：大川緋芭

1967年5月2日、大阪府出身，曾在東京大學獲得碩士學位，是CLAMP的创始人。主管每一部CLAMP作品的剧本创意、版面设计、外交公关事宜及游戏设计，是CLAMP中最有经济头脑的成員。
- 莫可拿（もこな，Mokona。舊筆名：（莫歌拿阿巴巴），Mokona Apapa）。

1968年6月16日、京都府出身，外号秋月。而CLAMP所有作品的都是她画的，包括人物设计以及背景等。同時她也开创了漫画华丽分格艺术设计，是CLAMP作画的灵魂人物。
- 貓井椿（猫井椿，Nekoi Tsubaki。舊筆名：（猫井三宫），Nekoi Mitsuku）

1969年1月21日、京都府出身。所有CLAMP的Q版故事以及框线都是猫井设计的，1996年猫井出版了《WISH》单行本（角川书店出版、发行）。她的专长是贴网点，像《圣传》中人物华丽的衣饰、《x战记》中令人眩目的背景，都是她辛辛劳苦一张一张剪贴上去的。
- 五十嵐寒月（いがらし寒月，Igarashi Satsuki。舊筆名：（五十嵐皋），Igarashi Satsuki）

1969年2月8日、京都府出身。是CLAMP中年纪最轻的，她是气氛助理，像各种集中线、背景线、效果线，以及部分大场面镜头设计都是由她来完成的，还包括了漫画彩页的上色工作。
而CLAMP的其他舊成員，包括：、秋山玉代（秋山たまよ）、（後改名成）、 等等。

## 作品

### 书籍作品

#### 同人志作品
- 《我的秘密兵器》（1989年10月29日）很早期的短篇作品
- 《笑點》（1988-1990）數部重要作品的前身

#### 商业志作品
- 《DERAYD―界境天秤の月》（1989）全1卷，新紀元社（秋山玉代作品，已退出CLAMP）
- 《破軍星戰記》（1989年7月 - 1990年7月）4話未完結，以日本傳統民間故事里見八犬傳為題材，未發行單行本
- 《聖伝-RG VEDA-》（1989-1996）全10卷，台灣東販
- 《怪盜千面人》（1989-1991）全2卷，台灣東販
- 《天宮界Cluster》（1991-2002）全6卷+第0卷，台灣東販（秋山玉代作品，已退出CLAMP）
- 《刑事雙星》（1990-休載中）共6卷，大然（聖りいざ作品，已退出CLAMP）
- 《東京巴比倫》（1990-1993）全7卷，大然→台灣東販
  - 《東京巴比倫 文庫版》（2000-2001） 全5卷，新書館
- 《學園特警》（1991-1993）全2卷，台灣東販
- 《白姬抄》（1992）全1卷，光文社
  - 《白姬抄 新裝版》（2001） 全1卷，台灣角川
- 《CLAMP學園偵探團》（1992-1993）全3卷，台灣東販
- 《CLAMP學園怪奇現象研究會》（1997） 全1卷，角川書店
- 《X》（1992-休載中）共18卷+18.5，台灣東販→台灣角川
- 《新·春香傳》（1992）全1卷，台灣東販
  - 《新·春香傳 文庫版》（2002） 全1卷，白泉社
- 《REX恐龍物語》（1993）（畑正憲原作）全1卷，台灣東販
- 《美幸夢遊仙境》（1993-1995）全1卷，台灣東販
- 《魔法騎士雷阿斯》（1993-1995）全3卷，台灣東販
  - 《魔法騎士雷阿斯 新裝版》（2002） 全3卷，台灣東販
- 《魔法騎士雷阿斯2》（1995-1996）全3卷，台灣東販
  - 《魔法騎士雷阿斯2 新裝版》（2003） 全3卷，台灣東販
- 《少女情懷總是詩》（1993-1995）全1卷，台灣東販
- 《左手》（1994）全1話短篇，未收錄於單行本
- 《水都四兄弟 創龍傳・外傳》（1994）全1話短篇，收錄於《創龍傳 原畫集》
- 《Wish》（1995-1998）1-4完，台灣東販
- 《庫洛魔法使》（1996-2000）1-12完，長鴻
- 《CLOVER》（1997-休載中）1-4完，台灣東販
  - 《CLOVER 新裝版》（2008- ） 1-2，角川書店
- 《喜歡。所以喜歡》（1999-2000）全3卷，台灣東販
- 《ANGELIC LAYER 天使領域》（1999-2001）全5卷，台灣東販
- 《迷幻藥局》（2001-2003）共3卷，台灣角川
- 《Chobits》（2000-2002）全8卷，台灣東販
- 《TSUBASA翼》（2003-2009）全28卷，東立
  - 《TSUBASA-翼-豪華版》全28卷，東立
  - 《TSUBASA-翼-公式導讀手冊》（2006-2009）全2卷，東立
- 《xxxHOLiC》（2003-2010）全19卷，東立
  - 《xxxHOLiC公式導讀手冊》（2009）全1卷，東立
- 《CLAMP/奇蹟.軌跡》（2004-2005）全12卷，台灣東販
- 《奇蹟少女KOBATO.》（2004-2011）全6卷，台灣角川
- 《GATE 7～7號閘門～》（2010）共4卷，東立
- 《xxxHOLiC·戻》（2013）共4卷，東立
- 《迷幻藥局DRUG＆DROP》（2011） 共2卷，台灣角川
- 《TSUBASA翼 夢幻之島篇》（2014 - 2016） 全3卷，東立
- 《庫洛魔法使 透明牌篇》（2017） 1-14卷，（連載中）東立

#### 個人名義參與
- 《戀》（1993）全1卷，新書館（岡崎武士作畫，大川七瀨原作）

### 动画化作品
- 《聖傳》OVA（1991）
- 《東京巴比倫》OVA（1992）
- 《魔法騎士雷阿斯》（1994）
- 《CLAMP IN WONDERLAND》（1994）
- 《美幸夢遊仙境》OVA（1995）
- 《X》剧场版（1996）
- 《WISH》（1996）
- 《CLOVER》（1996）
- 《CLAMP學園偵探團》TV版（1997）
- 《魔法騎士雷阿斯》OVA（1997.7.25）
- 《百變小櫻》系列
  - TV版一、二、三部（1998）
  - 劇場版一、二部（1999、2000）
  - 透明牌篇TV版（2018）
- 《X》TV版（2001）
- 《ANGELIC LAYER 天使領域》（2001）
- 《Chobits》（2002）
- 《SWEET VALERIANS》（2004）
- 《TSUBASA翼》系列
  - TV版第一部（2005-4）
  - 劇場版《鳥籠國的公主》（2005-8）
  - TV版第二部（2006-4）
  - 《TOKYO REVELATIONS》OAD（2007）
  - 《春雷記》OAD（2009）
- 《×××HOLiC》系列
  - 劇場版《仲夏夜之夢》（2005-8）
  - TV版（2006-4）
  - 《継》TV版（2008-4）
  - 《春夢記》OAD (2009)
  - 《籠》OAD (2010)
  - 《籠徒夢》OAD (2011)
- 《Code Geass 反叛的魯路修》TV版，只擔任人設部分（2006-10）
- 《CLAMP IN WONDERLAND2》（2007）
- 《Code Geass 反叛的魯路修R2》TV版，只擔任人設部分（2008-4）
- 《魍魉之匣》TV版，只擔任人設部分（2008-10）
- 《奇蹟少女KOBATO.》（2009年）
- 《BLOOD-C》(2011)
- 《Code Geass 亡国的阿基德》剧场版，只擔任人設部分（2012）
- 《卡片戰鬥!! 先導者 overDress、will+Dress》人物原案（2021－）
- 《格林童話變奏曲》（2024）

### MOVIE的作品
- 《Rex恐龙物语》发行公司：角川映画  演员: 安達祐実 伊武雅刀 丸山昇一（1993）

### 插畫
- 《創龍傳》，尖端
- 《NIGHT HEAD》第1、2卷，角川書店（CLAMP插畫，飯田讓治原作）
- 《歡迎光臨魔女館》，三采文化
  - 《魔女館與祕密頻道》，三采文化
  - 《魔女館與月亮占卜師》，三采文化
  - 《魔女館與謎團學院》，三采文化
- 《×××HOLiC ANOTHERHOLiC藍氏C型視力環》，尖端
- 《眾神的午睡》，四季出版
- 《霸權動畫！》，MAGAZINE HOUSE

### 畫冊
出版日期以日本為主
- 聖傳原畫集 非天夢魔，1991年6月25日發行，新書館
- 魔法騎士雷阿斯 原畫集：1995年3月25日發行，講談社
- 魔法騎士雷阿斯 設定資料集：1996年3月28日發行，講談社
- 東京BABYLON 写真集，1996年4月25日發行，新書館
- 魔法騎士雷阿斯2 原畫集：1996年5月10日發行，講談社
- 庫洛魔法使 原畫集 1：1998年7月28日發行，講談社
- X原畫集 X [ZEφRO]，2000年3月31日發行，角川書店
- 庫洛魔法使 原畫集 2：2000年4月26日發行，講談社
- 庫洛魔法使 原畫集 3：2000年12月26日發行，講談社
- 庫洛魔法使 公式設定集：2001年2月27日發行，講談社
- 聖傳原畫集 天魔劫火：2001年5月10日發行，新書館
- Wish～Memorial illust collection：2001年12月31日發行，角川書店（限定生產和通常版）
- CLAMP繪世界SOUTH SIDE：2002年8月21日發行，角川書店
- CLAMP繪世界NORTH SIDE：2002年8月21日發行，講談社
- Chobits原畫集 YOUR EYES ONLY：2003年1月29日發行，講談社（初回限定生產和通常版）
- 創龍傳原畫集：2004年5月29日發行，講談社
- X原畫集1 X φ[ZERO]＜new version＞：2005年12月1日發行，角川書店
- X原畫集2 X ∞[INFINITY]：2005年12月1日發行，角川書店
- 翼原画集-ALBuM De REProDUCTioNS-：2007年4月17日發行，講談社
- MUTUALITY:CLAMP works in CODE GEASS：2008年12月5日發行，角川書店
- ALL ABOUT CLAMP：2009年10月26日發行，角川書店
- 翼原画集-ALBuM De REProDUCTioNS 2-：2009年11月17日發行，講談社
- 小鸠 Illustration & Memories：2011年10月19日發行，角川書店
- xxHOLiC - 胡蝶ノ夢：2013年3月29日發行，講談社
- 庫洛魔法使 連載開始20周年記念 原畫集：2016年3月22日，講談社
- CLAMP原畫集 MEMORIES：2018年10月23日發行，講談社
- 庫洛魔法使展 All in one book：2018年10月26日，講談社
- CLAMP展公式画集 COLOR 白-SHIRO-：2024年8月5日，講談社
- CLAMP展公式画集 COLOR 黒-KURO-：2024年8月7日，KADOKAWA

### 相關書籍
- ソエルとラーグ モコナ＝モドキの冒険，2004年7月21日 講談社
- TV ANIMATION×××HOLiC EXTRA OFFICIAL GUIDE，2004年7月21日講談社
- 劇場版 ×××HOLiC OFFICIAL FANBOOK，2005年8月17日 講談社
- TV ANIMATIONツバサ・クロニクルOFFICIAL FANBOOK，2005年5月17日 講談社
- TV ANIMATION ツバサ・クロニクル BEST SELECTION，2006年4月1日 講談社
- TV ANIMATIONツバサ・クロニクル2nd SEASON OFFICIAL FANBOOK，2006年6月16日 講談社
- CLAMPもこなのオキモノキモノ，2007年2月14日 河出書房新社
- インターネットラジオMAGAZINE 小麦粉砦の四市民，2007年8月26日 講談社
- TVアニメーション 魍魎の匣 オフィシャルガイド，2009年3月17日 一迅社
- しまりすのほおぶくろ，2009年6月10日 角川グループパブリッシング
- TVアニメ「こばと。」CHARACTERS COLLECTION，2010年2月24日 角川書店
- こばと。(1) 空から来た少女，2010年4月15日 角川書店
- TVアニメ「こばと。」公式ガイドブック Happy Memories，2010年5月26日 角川書店
- こばと。(2) たったひとつの願い，2010年7月15日 角川書店

### 其他
X完全人物心理解析書，青木幸子/作，2001年7月15日臺灣東販發行